# Andrzej Maciąg
Andrzej Maciąg (ur. 21 listopada 1952, zm. 16 lutego 2007 pod Jarosławiem) – polski duchowny rzymskokatolicki, kapłan archidiecezji lubelskiej, duszpasterz diecezji kamieniecko-podolskiej na Ukrainie, współtwórca i rektor ukraińskiego Instytutu Nauk Religijnych.
Studia z zakresu katechetyki odebrał w Rzymie, święcenia kapłańskie przyjął w 12 czerwca 1977 r. w Lublinie. W latach 1977–1979 wikariusz w Kazimierzu Dolnym. Jako ojciec duchowny, Maciąg pełnił posługę w latach 1982–1986 w Wyższym Seminarium Duchownym w Lublinie, gdzie również pełnił funkcję duszpasterza młodzieży akademickiej w kościele powizytkowskim w latach 1986–1993.
W 1993 r. wyjechał na Ukrainę i rozpoczął pracę w diecezji kamieniecko-podolskiej. Wikariusz w Latyczowie. Następnie ojciec duchowny w Wyższym Seminarium Duchownym w Gródku Podolskim. Wicerektor tegoż seminarium ds. kontaktów z Uniwersytetem Laterańskim w Rzymie. Wykładowca katechetyki, ewangelizacji i teologii pastoralnej w tymże seminarium. Był jednym z inicjatorów powstania, a także rektorem Instytutu Nauk Religijnych w Gródku Podolskim. Dla instytucji tej pozyskał ruiny klasztoru SS. Szarytek, oraz fundusze niezbędne na remont. Był także wykładowcą Wyższego Seminarium Duchownego w Gródku Podolskim. Pod jego kierunkiem został opracowany ramowy program katechezy dzieci młodzieży dla diecezji rzymskokatolickich na Ukrainie (2001) oraz pod jego redakcją wydane podręczniki metodyczne dla poszczególnych klas. W dniach 30–31 sierpnia 2002 r. zorganizował sympozjum dla katechetów obrządku łacińskiego pod hasłem „Katecheza a środki społecznej komunikacji”. Jeden z organizatorów i prowadzących Rekolekcje dla Kapłanów Chrystusa Sługi w 2003 r., oraz prowadzone przez Diakonię KWC z Centrum Ruchu – Warsztatów Wesel bezalkoholowych.
Ks. Andrzej Maciąg zmarł na skutek obrażeń odniesionych w wypadku drogowym pod Jarosławiem, pogrzeb duchownego odbył się 20 lutego 2007 r., w rodzinnym Wilkołazie. Jego młodszy brat Józef jest także kapłanem archidiecezji lubelskiej.